# Narcy (Alt Marne)
Narcy és un municipi francès situat al departament de l'Alt Marne i a la regió del Gran Est. L'any 2007 tenia 236 habitants.

## Demografia

### Població
El 2007 la població de fet de Narcy era de 236 persones. Hi havia 92 famílies de les quals 16 eren unipersonals (4 homes vivint sols i 12 dones vivint soles), 40 parelles sense fills i 36 parelles amb fills.
La població ha evolucionat segons el següent gràfic:
Habitants censats

### Habitatges
El 2007 hi havia 108 habitatges, 92 eren l'habitatge principal de la família, 5 eren segones residències i 11 estaven desocupats. 107 eren cases i 1 era un apartament. Dels 92 habitatges principals, 81 estaven ocupats pels seus propietaris, 10 estaven llogats i ocupats pels llogaters i 1 estava cedit a títol gratuït; 1 tenia dues cambres, 6 en tenien tres, 22 en tenien quatre i 63 en tenien cinc o més. 77 habitatges disposaven pel capbaix d'una plaça de pàrquing. A 32 habitatges hi havia un automòbil i a 48 n'hi havia dos o més.

### Piràmide de població
La piràmide de població per edats i sexe el 2009 era:
| Homes | Edats   | Dones |
| ----- | ------- | ----- |
| 0     | 95 o +  | 0     |
| 0     | 90 a 94 | 0     |
| 0     | 85 a 89 | 0     |
| 0     | 80 a 84 | 4     |
| 0     | 75 a 79 | 4     |
| 4     | 70 a 74 | 4     |
| 0     | 65 a 69 | 4     |
| 12    | 60 a 64 | 16    |
| 16    | 55 a 59 | 0     |
| 8     | 50 a 54 | 12    |
| 8     | 45 a 49 | 8     |
| 8     | 40 a 44 | 4     |
| 8     | 35 a 39 | 16    |
| 0     | 30 a 34 | 4     |
| 20    | 25 a 29 | 4     |
| 4     | 20 a 24 | 8     |
| 24    | 15 a 19 | 8     |
| 8     | 10 a 14 | 12    |
| 0     | 5 a 9   | 8     |
| 16    | 0 a 4   | 0     |

## Economia
El 2007 la població en edat de treballar era de 156 persones, 109 eren actives i 47 eren inactives. De les 109 persones actives 95 estaven ocupades (55 homes i 40 dones) i 14 estaven aturades (5 homes i 9 dones). De les 47 persones inactives 19 estaven jubilades, 12 estaven estudiant i 16 estaven classificades com a «altres inactius».

### Ingressos
El 2009 a Narcy hi havia 98 unitats fiscals que integraven 251,5 persones, la mediana anual d'ingressos fiscals per persona era de 17.183 €.

### Activitats econòmiques
Dels 5  establiments que hi havia el 2007, 3 eren d'empreses de construcció, 1 d'una empresa de serveis i 1 d'una empresa classificada com a «altres activitats de serveis».
Dels 4 establiments de servei als particulars que hi havia el 2009, 1 era un paleta, 1 fusteria, 1 empresa de construcció i 1 perruqueria.
L'any 2000 a Narcy hi havia 9 explotacions agrícoles.

## Poblacions més properes
El següent diagrama mostra les poblacions més properes.